# Varšavska vstaja (1944)
Varšavska vstaja (powstanie warszawskie) je bilo dogajanje in bitka v času 2. svetovne vojne, v kateri si je poljska Domovinska armada (Armia Krajowa) prizadevala osvoboditi mesto Varšavo, ki je bilo pod okupacijo Tretjega rajha. Vstaja se je pričela 1. avgusta 1944 kot del vsesplošnega narodnega upora, operacije Vihar (poljsko: Akcja Burza, nemško: Operation Sturm). Prvotno je bilo mišljeno, da bi upor trajal le nekaj dni, dokler ne bi Rdeča armada prišla na pomoč in osvobodila mesto. Sovjetski prodor se je zaustavil hitro, vseeno pa se je vstajno gibanje nadaljevalo še 63 dni do 2. oktobra, ko je bilo dokončno zadušeno.
Vstaja se je pričela v odločilnem trenutku, ko se je Sovjetska Rdeča armada v operaciji Lublin-Brest približala Varšavi. Glavni stvarni namen vstaje je bil, da se prežene nemške okupatorje iz mesta s pomočjo večjega boja proti silam osi.  Sekundarni politični namen je bil osvoboditi Varšavo pred prihodom Rdeče armade in tako poudariti Poljsko suverenost ter razveljaviti zavezniško delitev srednje Evrope v območje njihovega vpliva. Poljska vlada v izgnanstvu naj bi zopet zavladala v osvobojeni Varšavi in s tem onemogočila Poljski komite narodne osvoboditve (sovjetsko marionetno vlado, ki je bila predvidena, da prevzame oblast na Poljskem).
16. septembra 1944 so se sovjetske sile približale nekaj sto metrov od mesta, v bližino reke Visle (predel mesta nosi ime Praga), vendar pa v času vstaje niso napredovale in s tem sledile vrhovnemu povelju Josifa Stalina, ki je načrtoval njen propad.
Poljaki so imeli 18.000 padlih vojakov ter 25.000 ranjenih, poleg tega pa so imeli med  120.000 in 200.000 civilnih žrtev, od tega jih je bilo največ pobitih v nemških množičnih pobojih, ki so jih izvajale nemške napredujoče čete med umikom Poljakov. Nemške vojaške izgube so obsegale okrog 17.000 smrtnih žrtev ter okrog 9000 ranjenih. Med mestnim bojem je bilo domala 25% Varšavskih zgradb docela uničenih. Za predajo poljskih sil 2. oktobra so nemške čete sistematično požgale mesto blok za blokom. Skupaj s predhodno škodo, ki je nastala v letu 1939 in med vstajo Varšavskega geta leta 1943, je bilo uničenih več kot 85% mesta. Do januarja 1945, ko so Sovjeti končno vkorakali v mesto, je bila Varšava praktično porušena do tal.

## Predvečer bitke
Varšavska vstaja, in pravzaprav vsaka oblika upora na Poljskem, je bila načrtovana že veliko poprej. Že od njenih začetkov je domača vojska načrtovala nacionalni upor proti nemškim silam. Začetni načrti so bili izdelani s strani poljske vlade v izgnanstvu, ki je že leta 1942 domnevala, da bo zavezniška invazija na Evropo pripeljala do umikanja precejšnjega dela nemških sil iz vzhodne fronte v obrambo Tretjega rajha. Domača vojska naj bi delovala v smeri preprečitve premika čet na zahod in s tem omogočila Britanskim in Ameriškim silam zasedbo Nemčije s popolno prekinitvijo komunikacijskih poti z večino nemške vojske, ki se je zadrževala v Sovjetski zvezi.
Prvotni načrti Armie Krajowe (domače armade) za nacionalno vstajo, imenovano operacija Vihar, ki bi jih povezala skupaj s silami zahodnih Zaveznikov, so se spremenili leta 1943, ko se je zjasnila situacija na vzhodni fronti, in se je izkazalo, da bo Rdeča armada verjetno prej dosegla umik nemške vojske iz Poljske, kot bi to lahko storili Zavezniki. Leta 1943 je postalo jasno, da do zavezniške pomoči (in posledično zavzetje Evrope) ne bo prišlo  pravočasno in da bo po vsej verjetnosti Rdeča armada uveljavila predvojne meje (še preden bi invazija lahko naredila opazen napredek). Februarja 1943 je general Stefan Rowecki izboljšal načrt. Vstaja naj bi se začela in izvedla v treh delih: prvi naj bi bil na vzhodu (z glavnima centroma upora v mestih Lwów in Wilno), pred napredovanjem Rdeče armade. Drugi del naj bi vključeval oborožen boj v pasu med Curzonovo linijo in Vislo, tretji del pa naj bi bil vsenarodni upor skozi celotno Poljsko. 
Varšava je bila za center izbrana deloma zaradi svojega položaja predvojne prestolnice in deloma zaradi domneve, da se bo nemška vojska zadržala v mestu tako dolgo kot bo le mogoče, saj je bilo mesto orodje za moralno vzpodbudo, baza za komunikacije, oskrbo in gibanje čet.
Poljska vlada v izgnanstvu je besno napela vse moči, da bi dosegla podporo zavezniške prioritete za začetek bitke. Kakorkoli, zavezniška podpora Poljskemu odporu ni bila visoko uvrščena na prednostnem seznamu operacij. Poljska vlada v Londonu je na SOE večkrat naslovila prošnjo z vprašanjem o zavezniški misiji, ki naj bi bila poslana na Poljsko; kajti od tedaj so bile take misije že poslane vsem odporniškim gibanjem po Evropi, kot npr. v Albanijo, Češkoslovaško, Francijo, Grčijo, Italijo, Norveško ter Jugoslavijo. Poljskim prošnjam ni bilo ugodeno do decembra 1944.
Za Sovjete je to predstavljalo prej prepreko kot pomoč. Poljsko-Sovjetski odnosi so se prekinili 25. aprila 1943 kot rezultat pokola v Katinskem gozdu, pa tudi zaradi pogostih nesoglasij med sovjetskimi in poljskimi partizani. Postalo je očitno, da napredujoča Rdeča armada ne bo prišla na Poljsko kot osvoboditelj, temveč bolj, kakor se je izrazil general Stefan Grot-Rowecki, kot "zaveznik naših Zaveznikov".
26. novembra 1943 je poljska vlada v izgnantvu sprejela odločitev, da bodo sile domače armade polagoma pričele podtalno sprejemati nadaljnje odločitve, v primeru, da diplomatski odnosi s Sovjetsko zvezo ne bodo urejeni ter strnjeni pred prihodom Sovjetske zveze na Poljsko. Vseeno so poveljniki Armie Krajowe sprejeli drugačno odločitev in 30. novembra 1943 je bila podana končna odločitev, ki je kasneje postala poznana pod imenom Operacija Vihar.  Čeprav so obstajali dvomi o vojaški smiselnosti glavnega upora, so se načrtovanja zanj vseeno nadaljevala.
Situacija je prišla na dan na 13. julij kot Operacija Bagration, v kateri je sovjetska ofenziva prekoračila staro poljsko mejo. Ob tem dejstvu so bili Poljaki postavljeni pred odločitev: kakorkoli pričeti z vstajo v že tako kritični politični situaciji in tvegati težave s sovjetsko podporo ali podleči v uporu in kljubovanju proti sovjetski propagandi, ki je opisovala Armio Krajowo kot kolaborante in neučinkovite strahopetce. Glede izvedbe je bilo v načrtu oboje: biti politična manifestacija vpliva poljske vlade v izgnanstvu kot tudi direktna operacija proti nemškim okupatorjem. Obstajal je strah, da bodo Zavezniki ignorirali zakonito vlado, ki je bazirala v Londonu. Bilo je povsem jasno, da naj bi bila Poljska "osvobojena" s strani Rdeče armade in da Sovjetska zveza vlade v izgnanstvu ne priznava. Nujnost te odločitve se je povečala, ko je postalo jasno, da bi po kakršnemkoli uspešnem Poljsko-Sovjetskem sodelovanju pri osvobajanju različnih mest (kot npr. v operaciji Ostra Brama), sovjetske NKVD enote, ki so sledile za njimi, postrelile ali aretirale večino poljskih oficirjev in tiste poljske vojake, ki se ne bi mogli ali ne bi hoteli pridružiti sovjetsko kontroliranim silam. Štab vrhovnega poveljstva domovinske armade je 21. julija odločil, da je Operacija Vihar neizbežna. Ta načrt je pomenil tako politično manifestacijo poljske suverenosti kot tudi direktno operacijo proti nemškemu okupatorju. Poljska vlada v izgnanstvu je 25. julija (brez vednosti in proti volji poljskega vrhovnega komandanta generala Kazimierza Sosnkowskega  in ) odobrila načrt za Varšavsko vstajo v terminu po lokalno določenem času..